# بلوم (فیلم)
بلوم (به انگلیسی: Bloom) فیلمی ایرلندی است که در سال ۲۰۰۳ به نویسندگی و کارگردانی شان والش ساخته شده است. داستان این فیلم براساس رمان اولیس اثر جیمز جویس است که در سال ۱۹۲۲ نوشته شده است.
این فیلم در جشنواره فیلم تاورمینا سال ۲۰۰۳ به نمایش درآمد.
آنجلین بال در جوایز فیلم و تلویزیون ایرلند جایزه «بهترین بازیگر زن در یک فیلم» را کسب کرد. موسیقی متن این فیلم توسط دیوید کین ساخته و تولید شده‌است.
در سال ۱۹۶۷، رمان اولیس در فیلمی به همین نام ساخته شد.

## داستان
فیلم بلوم در شانزدهم ژوئن سال ۱۹۰۴ اتفاق می‌افتد و سعی در بازسازی بصری از جریان آگاهی جویس دارد.

## بازیگران
- استفان ری در نقش لئوپولد بلوم
- آنجلین بال در نقش مولی بلوم
- هیو اوکنور در نقش استفان دادالوس
- مارک هوبرمن در نقش هاینز
- اوین مک‌کارتی در نقش بلیزز بویلن
- آلوارو لوچی در نقش باک مولیگان
- پاتریک برگین در نقش شهروند